# NKK Soccer Club 1990-1991
Questa voce raccoglie le informazioni riguardanti il NKK Soccer Club nelle competizioni ufficiali della stagione 1990-1991.

## Stagione
Presto eliminato dalle coppe, in campionato il NKK rimase invischiato nelle parti basse della classifica, senza mai entrare in gara per la salvezza e retrocedendo con alcune giornate di anticipo sulla conclusione del torneo.

## Maglie e sponsor
Le divise, prodotte dall'Adidas, recano sulla parte anteriore il nome della società a cui è affiliato il club.
| Manica sinistra · Manica sinistra · Maglietta · Maglietta · Manica destra · Manica destra · Pantaloncini · Calzettoni · Calzettoni | Manica sinistra · Manica sinistra · Maglietta · Maglietta · Manica destra · Manica destra · Pantaloncini · Pantaloncini · Calzettoni |  |

## Rosa
| N. |                     | Ruolo | Calciatore        |
| -- | ------------------- | ----- | ----------------- |
| 1  | Giappone (bandiera) | P     | Kiyotaka Matsui   |
| 2  | Giappone (bandiera) | D     | Kuniharu Nakamoto |
| 4  | Giappone (bandiera) | D     | Yoshinori Senbiki |
| 5  | Giappone (bandiera) | D     | Hisao Kuramata    |
| 9  | Giappone (bandiera) | A     | Toshio Matsuura   |
| 13 | Giappone (bandiera) | C     | Katsuo Kanda      |
| 14 | Giappone (bandiera) | C     | Satoru Mochizuki  |
| 15 | Giappone (bandiera) | A     | Nobuyo Fujishiro  |

| N. |                     | Ruolo | Calciatore        |
| -- | ------------------- | ----- | ----------------- |
| 16 | Giappone (bandiera) | C     | Koji Oikawa       |
| 17 | Giappone (bandiera) | D     | Yoshikazu Isoda   |
| 21 | Giappone (bandiera) | P     | Shinji Yamazaki   |
| 24 | Giappone (bandiera) | C     | Makoto Yonekura   |
| 31 | Giappone (bandiera) | D     | Yasuhide Ihara    |
| 32 | Giappone (bandiera) | P     | Koichi Kidera     |
|    | Giappone (bandiera) | D     | Shōkichi Satō     |
|    | Giappone (bandiera) | A     | Katsuyoshi Tamura |

## Statistiche

### Statistiche di squadra
| Competizione          | Punti | Totale | Totale | Totale | Totale | Totale | Totale | D.R. |
| Competizione          | Punti | G      | V      | N      | P      | Gf     | Gs     | D.R. |
| --------------------- | ----- | ------ | ------ | ------ | ------ | ------ | ------ | ---- |
| JSL Division 1        | 11    | 22     | 2      | 5      | 15     | 16     | 39     |      |
| JSL Cup               | -     | 2      | 1      | 0      | 1      | 3      | 3      |      |
| Coppa dell'Imperatore | -     | 2      | 1      | 0      | 1      | 3      | 5      |      |
| Totale                |       | 26     | 4      | 5      | 17     | 22     | 47     |      |